# Michał Moguczy
Michał Moguczy (ur. 25 listopada?/8 grudnia 1906 w Petersburgu, zm. 1970 w Leningradzie) – generał brygady LWP.

## Życiorys
Syn Aleksandra, inżyniera komunikacji. Brat stryjeczny Adama Mohuczego. Od 1924 pracował jako palacz i rewident wagonów na kolei w Leningradzie. W 1928 zdał maturę, następnie podjął studia w Wojskowej Akademii Medycznej im. Kirowa w Leningradzie, którą ukończył w czerwcu 1932. Od 1925 członek Komsomołu. Od 1927 w WKP(b).
Po ukończeniu studiów był szefem służby zdrowia w szkole oficerskiej w Kijowie do lipca 1933. Następnie w ramach praktyki pełnił służbę w jednostce liniowej jako starszy lekarz batalionu czołgów. Po uzyskaniu specjalności chirurga w 1937 pracował w klinice chirurgicznej Wojskowej Akademii Medycznej w Leningradzie, na stanowiskach od wykładowcy – do kierownika cyklu chirurgii. W listopadzie 1939 zgłosił się ochotniczo na front fiński i pełnił służbę jako dowódca oddziału samochodowo-chirurgicznego. W czasie wojny radziecko-niemieckiej był szefem oddziału chirurgicznego 55 Armii Frontu Leningradzkiego. W styczniu 1944 uzyskuje stopień kandydata nauk medycznych w Wojskowej Akademii Medycznej w Leningradzie.
Od 21 marca 1944 do 22 listopada 1944 w stopniu pułkownika pełnił służbę w LWP jako szef służby zdrowia 1 Armii WP. 11 listopada 1944 na podstawie dekretu KRN awansował na stopień generała brygady. Od grudnia 1944 był szefem służby zdrowia WP, następnie szefem Departamentu Służby Zdrowia MON do stycznia 1946. 10 stycznia 1945 uzyskuje stopień doktora nauk medycznych Uniwersytetu Lubelskiego. Był też redaktorem naczelnym „Lekarza Wojskowego” (1945–1946).
15 marca 1946 wrócił do ZSRR, gdzie pracował jako szef instytutu doświadczalnego i jednocześnie chirurg w szpitalu leningradzkim. 16 września 1964 przeszedł do rezerwy. Zmarł w Leningradzie i tam został pochowany.

## Ordery i odznaczenia
- Order Krzyża Grunwaldu II klasy (11 maja 1945)[1][2]
- Krzyż Komandorski Orderu Odrodzenia Polski (1945)
- Złoty Krzyż Zasługi (1946)
- Order Czerwonego Sztandaru (ZSRR)
- Order Wojny Ojczyźnianej I stopnia (ZSRR)
- Order Czerwonej Gwiazdy (ZSRR)
- Medal „Za obronę Leningradu” (ZSRR)